# Placówka Straży Celnej „Karol Emanuel”

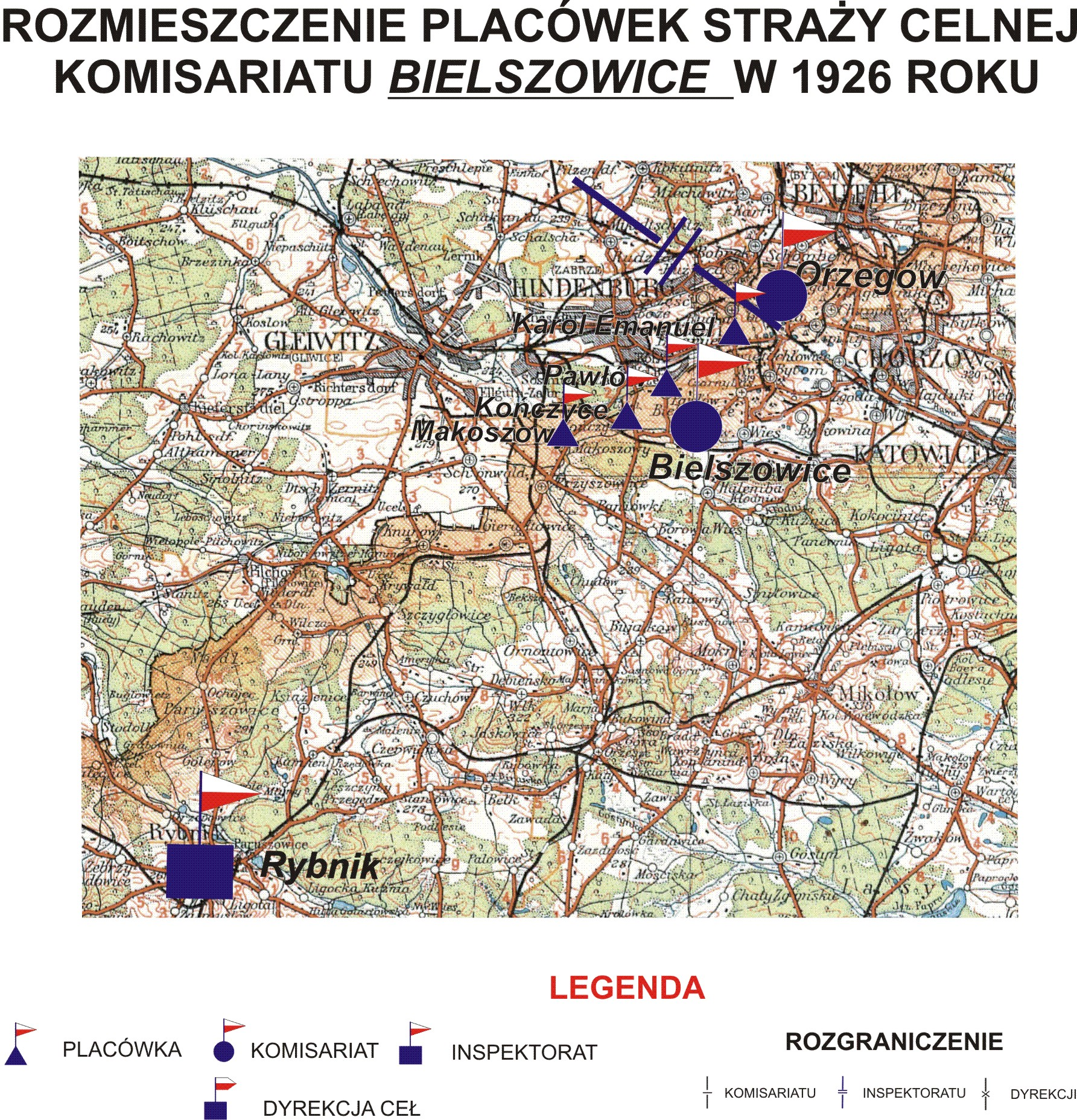
Rozmieszczenie placówek SC Komisariatu Bielszowice w 1926

Placówka Straży Celnej „Karol Emanuel” – jednostka organizacyjna Straży Celnej pełniąca w okresie międzywojennym służbę ochronną na granicy polsko-niemieckiej.

## Formowanie i zmiany organizacyjne
Na wniosek Ministerstwa Skarbu, uchwałą z 10 marca 1920 roku, powołano do życia Straż Celną. Od połowy 1921 roku jednostki Straży Celnej rozpoczęły przejmowanie odcinków granicy od pododdziałów Batalionów Celnych. Proces tworzenia Straży Celnej trwał do końca 1922 roku. Placówka Straży Celnej „Karol Emanuel” weszła w podporządkowanie komisariatu Straży Celnej „Bielszowice” z Inspektoratu SC „Rybnik”.
W drugiej połowie 1927 roku przystąpiono do gruntownej reorganizacji Straży Celnej. W praktyce skutkowało to rozwiązaniem tej formacji granicznej. Ochronę północnej, zachodniej i południowej granicy państwa przejęła powołana z dniem 2 kwietnia 1928 roku Straż Graniczna.
Rozkazem nr 4 z 30 kwietnia 1928 roku w sprawie organizacji Śląskiego Inspektoratu Okręgowego dowódca Straży Granicznej gen. bryg. Stefan Pasławski określił strukturę organizacyjną komisariatu SG „Lipiny”. Placówka Straży Granicznej I linii „Karol Emanuel” znalazła się w jego strukturze.

## Funkcjonariusze placówki
Kierownicy placówki
| stopień    | imię i nazwisko, numer | okres pełnienia służby | kolejne stanowisko |
| ---------- | ---------------------- | ---------------------- | ------------------ |
| przodownik | Teofil Budner (57)     | był w 1926             |                    |

Obsada personalna placówki w 1926:
- przodownik Teofil Budner (57)
- starszy strażnik Edmund Ciążyński (115)
- starszy strażnik Roman Belka (32)
- strażnik Wincenty Grodoń (275)
- strażnik Antoni Macioszek (598)
- strażnik Józef Majchrzak (697)
- strażnik Józef Chlebosz (157)
- strażnik Wawrzyniec Stachowski (1263)
- strażnik Stanisław Żak (500)
- strażnik Jan Mańkowski (634)
- strażnik Kazimierz Kamiński (437)
- strażnik Jan Kędzierski (447)
- strażnik Robert Szymek (1293)